# Le 13 est au départ
Le 13 est au départ est le cinquième album de la série Michel Vaillant.

## Synopsis
La mère de Michel Vaillant fait un cauchemar dans lequel elle voit son fils se tuer lors des 24 heures du Mans à cause d'un accrochage avec une voiture rouge et blanc arborant le numéro 13. Lorsqu'elle en parle à Michel, celui-ci la rassure en lui expliquant qu'aucune voiture ne porte le numéro 13 en course, en raison de la superstition vis-à-vis du numéro 13.
Après cela, Michel se voit régulièrement ennuyé par la jeune journaliste Françoise Loutar (un pseudonyme), mais il se prépare en vue des 24 heures du Mans. Quelques jours avant la course, le clan Vaillant apprend la participation de l'équipe américaine "Texas Driver's", qui engage une Bocar rouge et blanc portant le numéro 13. Elle est pilotée par Bob Cramer, un pilote au comportement dangereux qui avait juré autrefois de se venger de Steve Warson le jour où il se retrouverait face à lui. Le cauchemar de madame Vaillant sera-t-il une réalité en course ?

## Autour de l'album
Le 13 est au départ  voit les premières apparitions de Françoise Latour, future épouse de Michel Vaillant, du malfaisant Bob Cramer, qui court au Mans sous le pseudonyme de Tyler Jo, et de l'écurie américaine Texas Driver's qui fera souvent face aux Vaillante dans les autres albums.

## Personnages réels présents
- Lucien Bianchi
- Mauro Bianchi
- René Bonnet
- Colin Chapman
- Briggs Cunningham
- Claude Dubois
- Enzo Ferrari

## Voitures remarquées

### Compétition

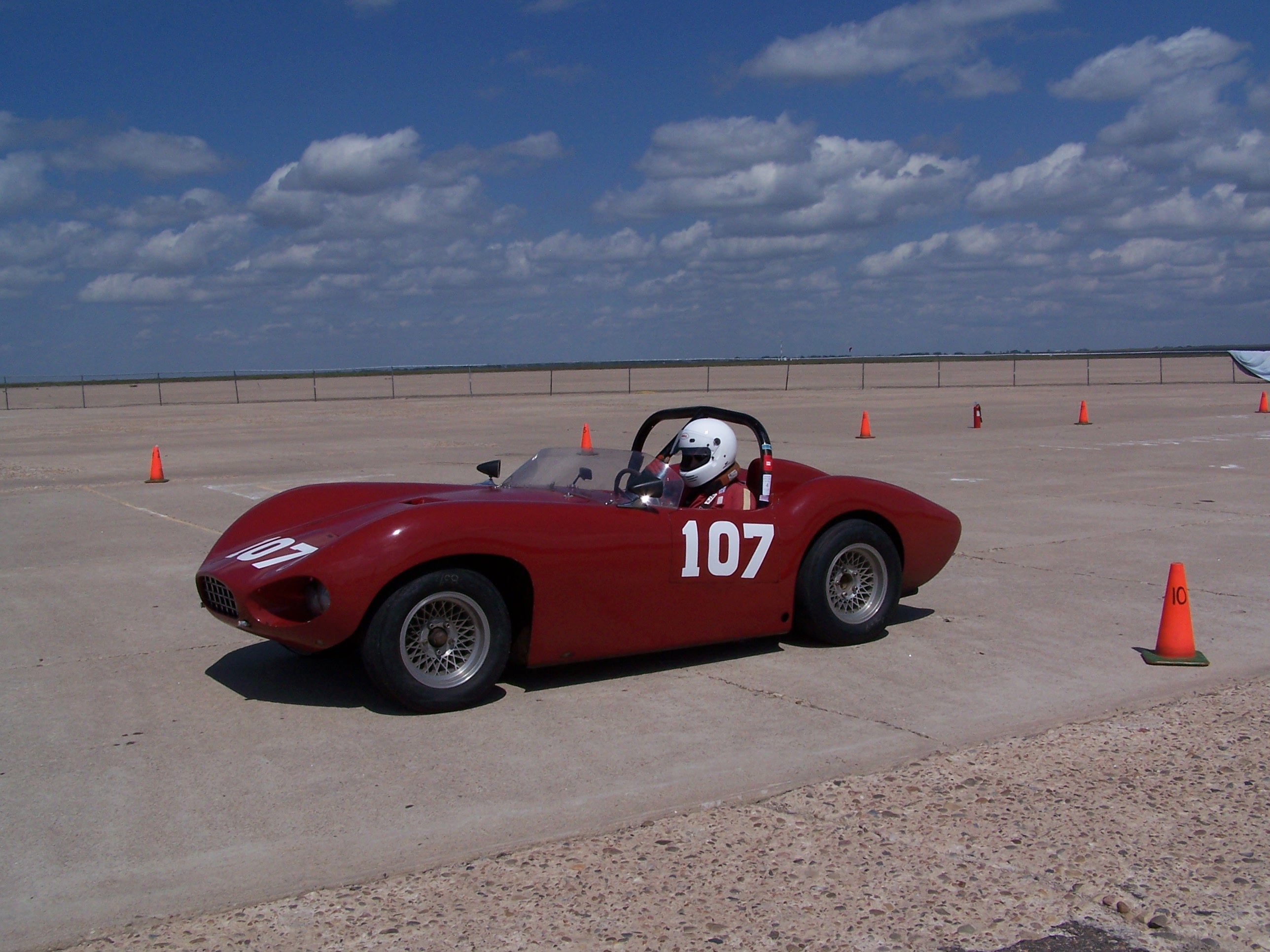
Dans Le 13 est au départ, Bob Cramer pilote une Bocar XP-5.

- Maserati Birdcage
- DB HBR5
- Porsche 718 RSK
- Lotus 15
- Chevrolet Corvette C1
- Bocar (en) XP-5
- Ferrari 250 Testa Rossa

### Voitures particulières
- Peugeot 404 (du journal L'Équipe)
- Chrysler 300F (voiture de l'inconnu américain)
- Triumph TR3

## Lieux visités
- Circuit de la Sarthe, résidence et usine Vaillante, vers Soissons et Laon, usines DB Panhard, Le Mans
- Bruxelles avec le garage des frères Bianchi et une auberge aux alentours de la ville
- Maranello (usines Ferrari), Modène (usines Maserati)
- Stuttgart (usines Porsche)
- Usines Lotus
- Détroit (usines Chevrolet), circuit de Fort Worth
- Circuit de Zandvoort

## Publication

### Revues
Les planches du 13 est au départ furent publiées dans le Journal de Tintin entre le 24 novembre 1960 et le 20 juin 1961 (n° 47/60 à 25/61).

### Album
Le récit fut publié en album aux Éditions du Lombard en 1963 (dépôt légal 09/1963).